# Televisión en México
La televisión en México constituye, de acuerdo a cifras oficiales, el principal medio de comunicación empleado por la población para satisfacer información y entretenimiento. México fue el primer país de América Latina en contar una señal de televisión comercial, el Canal 4, que inició transmisiones el 1 de septiembre de 1950.
La trayectoria histórica de este medio tiene como principal eje, la presencia de un monopolio privado (Televisa) en la etapa de mayor masificación y acceso a aparatos y contenidos televisivos (entre las décadas de 1970 y 1990); de tal manera que esto produjo un fenómeno de compenetración entre medio y sociedad, generando una homogeneización de valores culturales, unificación de criterios, cohesión social, la modificación de estilos de vida y consumo, e incluso catalizador de cambios sociopolíticos; la influencia de la televisión en todos los aspectos mencionados, tuvo su auge entre el último cuarto del siglo XX y la primera década del nuevo milenio. La era de las telecomunicaciones digitales del siglo XXI ha minado levemente su influencia y extensión en el país, especialmente por cuestiones de disponibilidad económica para acceder a las nuevas tecnologías y/o medios.
En México, de acuerdo a la Constitución y la «Ley en Materia de Telecomunicaciones y Radiodifusión», el espacio radioeléctrico es un bien natural patrimonio de la nación, por lo que su propiedad corresponde al Estado mexicano, y su uso sólo puede ser producto de concesiones públicas o privadas. La programación de las televisoras es regulada para su emisión a través de la Dirección General de Radio, Televisión y Cinematografía, un instituto dependiente de la Secretaría de Gobernación, la cual determina los horarios para la transmisión de material grabado. No obstante, y luego de la desaparición en 2025 del Instituto Federal de Telecomunicaciones (IFT), la regulación de la industria en general está compartida entre, la Agencia de Transformación Digital y Telecomunicaciones, y la Secretaría de Infraestructura, Comunicaciones y Transportes.
Las estaciones de televisión abierta son operadas mayoritariamente por las empresas privadas: Televisa, Televisión Azteca y Grupo Imagen. También está el organismo público descentralizado: Sistema Público de Radiodifusión del Estado Mexicano (SPR). Además de las empresas privadas, existen otros operadores tanto públicos como privados con cadenas de menor cobertura (destacando, Multimedios Televisión) así como diversos operadores locales, incluyendo gobiernos estatales y universidades.
En 2024, el todavía existente IFT, reportó que el 91% de las viviendas contaban con al menos un televisor, en promedio 1.8 con exactitud, por lo que se estiman alrededor de 66 millones de aparatos televisores existentes; solo el 46% de los hogares tienen servicios de televisión restringida, lo que sitúa aún como prevaleciente a la televisión abierta; incluso con servicios de paga disponibles, el 74% de la población ve en mayor cantidad contenido de TV abierta; siendo los informativos y películas los de mayor consumo en esa variante; el tiempo promedio como espectadores es de 2.3 horas por persona.

## Historia

### Antecedentes
Los ingenieros Francisco Javier Stavoli y Miguel Fonseca, ambos profesores de la Escuela Superior de Ingeniería Mecánica y Eléctrica (ESIME) y del Instituto Técnico Industrial estuvieron a cargo de los primeros experimentos de televisión en México entre 1928 y 1930. Stavoli también era el encargado técnico de la emisora XEFO del Partido Nacional Revolucionario (PNR), organización política que financió su viaje a Estados Unidos para adquirir el equipo básico de televisión: dos cámaras de exploración mecánica a base del disco Nikov, un transmisor, varios receptores, así como equipo adicional para realizar transmisiones experimentales.
Este equipo se instaló en la calle Allende en el centro de la Ciudad de México, exactamente en el edificio de la ESIME, mientras que la antena transmisora fue colocada en la Iglesia de San Lorenzo, sobre la esquina de Allende y Belisario Domínguez. Luego de las pruebas, en 1931 se llevó a cabo la primera transmisión: el rostro de la señora Amelia Fonseca, esposa del ingeniero Stavoli, es la primera imagen que se transmite en México por televisión.

### La aportación de Guillermo González Camarena

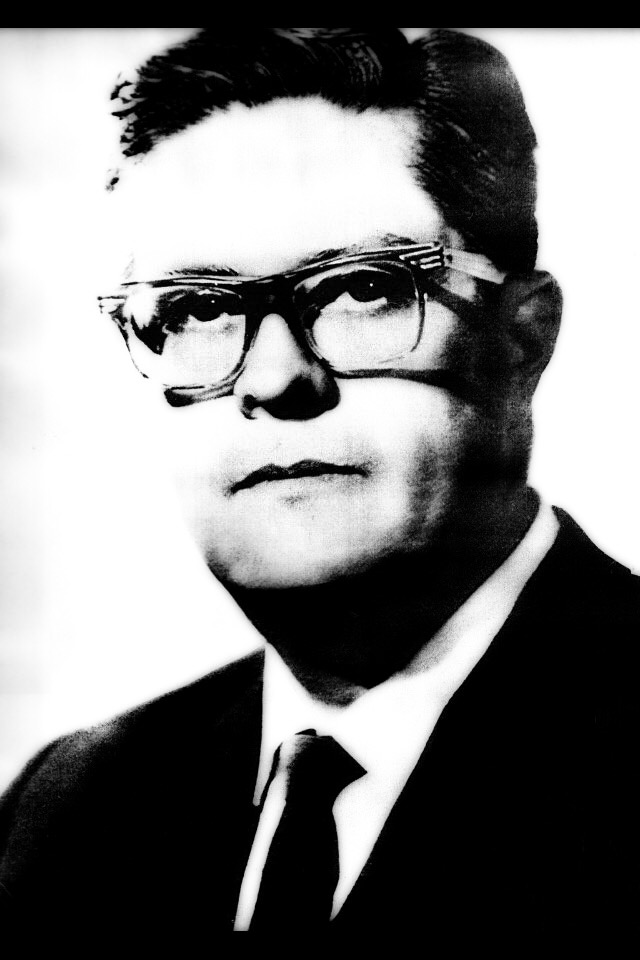
Guillermo González Camarena, investigador y emprendedor de la industria de la televisión en México.

Para 1934 Guillermo González Camarena, un joven de 17 años, estudiante del Instituto Politécnico Nacional (alumno de Stavoli), comienza a realizar por su cuenta programas experimentales de televisión, para ello tiene la ayuda de las actrices Emma Telmo y Rita Rey. González Camarena recorre los mercados de Tepito y «La Lagunilla» en busca de piezas de desecho, que utiliza para construir ese año, la primera cámara de televisión completamente electrónica hecha en México. En 1935 por disposición del presidente Lázaro Cárdenas, se le otorga el apoyo para realizar experimentos con un sistema de televisión de circuito cerrado, en un pequeño laboratorio montado en las instalaciones de la estación de radio XEFO. Durante varios años, González Camarena trabaja con el equipo que él mismo ha construido y en 1939, logra inventar su propio sistema híbrido de televisión en color el cual, a diferencia de otros métodos propuestos, puede adaptarse a mecanismos de blanco y negro existentes utilizando la técnica que él llamó «Sistema Tricromático de Secuencia de Campos». Guillermo González Camarena obtiene la patente de su invento, tanto en México como en Estados Unidos, el 19 de agosto de 1940 como «Adaptador Cromoscópico para equipos de Televisión» (Chromoscopic adapter for television equipment en inglés).
La primera transmisión en blanco y negro en México, se lleva a cabo el 19 de agosto de 1946, desde el cuarto de baño de la casa número 74 de la calle de Havre en la capital del país, lugar de residencia de González Camarena. Fue tal el éxito, que el 7 de septiembre de ese año, a las 20:30 hora local, se inaugura oficialmente la primera estación experimental de televisión en Latinoamérica; XE1GC. Las transmisiones regulares se llevan a cabo los sábados y se hacen desde el domicilio del mismo ingeniero a los estudios de las estaciones de radio XEW o de la XEQ. Las señales también son recibidas en las instalaciones de la «Liga Mexicana de Radio Experimentadores», en la esquina de Bucareli y Lucerna. Esta emisora transmitió durante dos años, un programa artístico y de entrevistas.
En septiembre de 1948, se inician transmisiones diarias desde el Palacio de Minería de la "Primera Exposición Objetiva Presidencial". Miles de espectadores son testigos gracias a los aparatos receptores instalados en las vitrinas de algunos comercios y vestíbulos de salas de cine. Por todos estos hechos, se le conoce como el “Padre de la televisión mexicana”.

### Inicios de la televisión comercial

Logo del canal 4, el primero que realizó una transmisión formal de televisión, el informe de un presidente.

En 1946, luego del inicio del gobierno de Miguel Alemán Valdés, Emilio Azcárraga Vidaurreta fundó la organización «Televisión Asociada», una organización de empresarios latinoamericanos que presionaran a los gobiernos locales, por la obtención de concesiones para la formación de cadenas comerciales de televisión. Azcárraga Vidaurreta, fundador y propietario de la principal estación de radio en el país (la XEW-AM, fundada en 1930), entregó solicitudes de concesión a la secretaría de comunicaciones y obras públicas apenas iniciado el sexenio; el empresario tamaulipeco había conocido la televisión en la Feria Mundial de Nueva York de 1939. 
El presidente Miguel Alemán ordenó en 1948 a Carlos Chávez, director del Instituto Nacional de Bellas Artes (INBA), un informe de diagnóstico y viabilidad para la televisión en México, teniendo como principal objetivo la decisión del modelo a seguir, siendo las alternativas, el modelo europeo de monopolios estatales (como la BBC del Reino Unido) o el estadounidense de cadenas privadas (NBC, CBS y ABC). El también compositor, comisionó al escritor Salvador Novo y al ingeniero Guillermo González Camarena, realizar el estudio propuesto viajando para conocer a profundidad la operatividad de las televisoras y sus sistemas, tanto técnicos como administrativos. 
Los diagnósticos de ambos enviados resultaron divergentes; por un lado Novo, dirigido a los aspectos administrativos, considera que ningún sistema se adapta a la realidad mexicana, pero el de una empresa pública encaja de mejor manera al manejo vigente que se hacía de la industria nacional, elogiando en ello de forma explícita la experiencia de la BBC; en tanto González Camarena, más enfocado en los aspectos técnicos y de sustento, considera viable el modelo estadounidense, pues se asimila al modelo de la radiodifusión mexicana, sustentada en la publicidad y la inversión privada, cuyo éxito y experiencia, daba mayores posibilidades de adaptación; el ingeniero jalisciense, veía dicha posibilidad también, en la próspera alianza que sostiene con el empresario radiofónico Emilio Azcárraga Vidaurreta, quien luego de permitirle el uso de sus instalaciones en la XEW, financia algunas de su investigaciones, experimentos e incluso emprendimientos, tales como circuitos cerrados de televisión en las tiendas más importantes de la Ciudad de México y en los cines de la «Cadena de Oro», en ese momento propiedad de Azcárraga Vidaurreta; En estas demostraciones se invita al público asistente a mirar su imagen en el receptor de televisión a la vez que se anuncian diversos productos y servicios. El interés que despiertan estos circuitos cerrados es tal que continúan instalándose hasta 1950; también con el patrocinio de Azcárraga, González Camarena logró la primera transmisión a control remoto y una emisión a color de una operación quirúrgica; Y los laboratorios «GON-CAM», que operan comercialmente. En las instalaciones de esta empresa se fabrican equipos transmisores de televisión, generadores de sincronía, consolas de operación, amplificadores de distribución, mezcladoras de audio y video, y antenas de transmisión.
El mandatario mexicano se decantó por el modelo privado para la televisión mexicana por tres factores, la visión capitalista de su régimen, continuar el modelo de las radiodifusoras mexicanas basadas en la publicidad y el contenido generalista, y su pretensión personal de ser parte del negocio. Sin embargo, la antipatía personal del presidente por Azcárraga, y su cercanía con uno de los empresarios contendientes de la primera concesión, lo llevaron a retrasar el acceso del empresario radiofónico. 
En noviembre de 1949 fue otorgada a «Televisión de México S. A. de C. V.», propiedad de Rómulo O´Farril Silva, la primera concesión para un canal de televisión comercial, la señal corresponde a la frecuencia XHTV-TV y su denominación numeral y comercial sería Canal 4; O'Farril, amigo personal del presidente, era dueño de una distribuidora de automóviles en Puebla y del diario Novedades, además, la cabeza operativa del canal era su hijo Rómulo O'Farrill Naude (más conocido como Rómulo O'Farrill Jr.), quien tenía vínculos con agencias de publicidad. Esta estación inició transmisiones experimentales desde el Edificio El Moro (sede de la Lotería Nacional, el edificio más alto del país en ese momento) el 26 de julio de 1950. Previamente, el 11 de febrero de 1950, se publicó en el «Diario Oficial de la Federación» el primer decreto normativo que especificaba las características técnicas, económicas y legales que debían seguir los concesionarios de televisión.
El 31 de agosto de 1950 se realizó una transmisión final de prueba, considerada como la primera emisión de televisión comercial de la historia, con un programa "artístico musical" desde el Jockey Club del Hipódromo de las Américas. Sin embargo, la primera transmisión formal de televisión en la historia de México sería el IV Informe de Gobierno de Miguel Alemán Valdés el 1 de septiembre de 1950 desde el Palacio Legislativo de Donceles. Al concluir la cobertura del informe, a las 18:00 hora local, dio inicio el primer programa de la televisión mexicana, «Noticias» conducido por Gonzalo Castellot.
Ese mismo año se entregó la segunda concesión, esta vez para «Televimex S. A. de C. V.» de Azcárraga Vidaurreta, que obtuvo la cadena XEW-TV, el canal 2; cuya primera transmisión formal en la historia, fue un evento deportivo el 21 de marzo de 1951; un juego de béisbol entre Diablos Rojos del México y Azules de Veracruz en el Parque Delta de la Ciudad de México. En esa transmisión estuvieron: Roberto De la Rosa (camarógrafo), Roberto Kenny (productor), Germán Adalid (asistente) y Pedro Septién (narración).
El 10 de febrero de 1952 el canal 2 inauguró sus instalaciones en la Ciudad de México, llamadas «Televicentro», ubicadas en avenida Chapultepec. El 10 de mayo de 1952, inicia sus emisiones la tercera concesión en el país, otorgada a Guillermo González Camarena, prolífico inventor y promotor de las tecnologías de la televisión. Esa concesión fue para el Canal 5, XHGC-TV.

### Telesistema mexicano

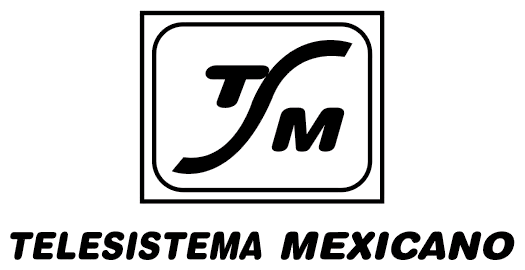
Logo de Telesistema Mexicano.

La relación cercana de la XEW radio con las figuras del cine y la música mexicana del momento, permitió al canal 2 acceder a personajes destacados del entretenimiento para hacer frente a su competidor el canal 4; esto se sumó a la experiencia de Azcárraga en la construcción de infraestructura de radiodifusión, para facilitar el crecimiento del canal, que inauguró una estación repetidora a finales de 1951 en Altzomoni, para extender sus transmisiones a las ciudades de Puebla y Cuernavaca, e inició la construcción de otra en el Cerro El Zamorano para iniciar la distribución de su señal en Querétaro y Celaya. Azcarrága, ya había comenzado las gestiones para operar estaciones receptoras en Veracruz, Guadalajara, Tampico, Torreón y Monterrey, ciudades elegidas por ser, ese momento, las más pobladas del país. La competencia empezó a descapitalizar a las tres cadenas, que iniciaron trabajos de colaboración para ahorrar costos, tales como el compartir instalaciones receptoras y eventos transmitidos. Por ejemplo, entre el 5 y el 20 de marzo de 1954 XEW Canal 2 compartió transmisiones con su competidor Canal 4, de los VII Juegos Centroamericanos y del Caribe que se desarrollaron en la Ciudad de México.
En medio de esto el canal 5 comenzó a recibir financiamiento de Othón Vélez, amigo cercano a la familia Azcárraga, para poderse sostener; estas situaciones acercaron al canal 5 con el canal 2, que operaba bajo la razón social de «Televimex». En tanto el canal 4 de la familia O'Farrill, dependiente de la estructura de poder alemanista, perdió su capacidad de maniobra cuando el gobierno de Adolfo Ruiz Cortines dejó de apoyar a la cadena. Todo lo anterior llevó a la decisión de fusionar las tres señales en una sola compañía. La fusión se concretó el 26 de marzo de 1955, bajo el nombre de Telesistema Mexicano; no obstante los tres canales comenzaron transmisiones simultáneas días antes, cuando compartieron la señal de los II Juegos Panamericanos celebrados en la Ciudad de México entre el 12 y 26 de marzo. La prohibición constitucional de monopolios privados fue saltada con la anuencia del presidente de la república y mediante una argucia legal, sosteniendo por separado las razones sociales de las tres concesiones.
La unificación de las tres cadenas nacionales moldeó de manera significativa la definición de contenidos para cada canal. La señal principal sería XEW canal 2, no solo por ser la de mayor éxito económico, sino por contar con la mayor cantidad de estaciones repetidoras; en él se ubican las personalidades más destacadas venidas del cine y la radio, y por ello los programas musicales, tele teatros, noticieros y telenovelas se emitirán desde esta señal; Los primeros programas informativos y de variedades tienen como característica singular llevar el nombre de la empresa que los patrocina; la telenovela, uno de los principales productos de la compañía, hizo su debut el 9 de junio de 1958 con «Senda prohibida». El canal 4 fue enfocado al contenido generalista, especialmente de programas de variedades con perfil publicitario, siendo el más destacado «El club del Hogar» que comenzó en 1951 y terminó hasta 1986. El canal 5 fue dirigido al público infantil y juvenil, pero esencialmente a la retransmisión de programas importados de Estados Unidos, la emisión de películas nacionales y extranjeras, así como eventos especiales.

### Expansión y desarrollo de la televisión

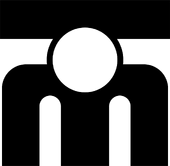
Logo de Televisión Independiente de México (TIM).

En 1953 inician operaciones XETV-TV Canal 6 de Tijuana, Baja California y XEQ-TV Canal 9 (actualmente con las siglas XHTM-TV Canal 10) en Altzomoni, Estado de México. La televisión en Monterrey da principio el 1 de septiembre de 1955 cuando a las 6:50 PM sale por primera vez en vía de prueba con patrón de ajuste XHX-TV Canal 10. El 18 de julio de 1958 el gobierno autorizó la licitación del canal 3 de televisión otorgándole la insignia de XEFB-TV. En Mexicali la televisión local se inició en octubre de 1957 con el canal 3 estación local de Telesistema Mexicano con las siglas XEM-TV (Hoy XHBC-TV).
En 1958, Telesistema adquiere, a través de su canal filial XEFB-TV de Monterrey, la primera máquina de videotape que opera en el país. Esta innovación tecnológica revoluciona la producción televisiva en México, ya que permite grabar y editar los programas reduciendo drásticamente la salida al aire de errores. Asimismo, la grabación en cinta de video da Telesistema Mexicano la oportunidad de exportar programas, especialmente telenovelas, a Latinoamérica y Estados Unidos. El 3 de abril de 1959 se difunde el primer programa grabado en video tape en México, se trata de un capítulo de la serie «Puerta de suspenso».  
Para grabar programas de televisión se utilizaba anteriormente una técnica llamada kinetoscopio, a base de película cinematográfica de 16 milímetros, pero la calidad de la imagen obtenida era muy deficiente.
El 2 de marzo de 1959 se inician las transmisiones de XEIPN-TV Canal 11 del Instituto Politécnico Nacional (IPN), el primer canal público del estado mexicano que, aún con plena autonomía para ser una estación cultural y ligada al mundo académico del IPN, representaban el primer intento del gobierno por generar una televisión paraestatal. Un documental y una clase de matemáticas son los primeros programas que salen al aire. El apoyo del director del IPN, Alejo Peralta, y del secretario de Comunicaciones y Transportes, Walter Cross Buchanan, es fundamental para que esa institución educativa obtenga el permiso para operar el Canal 11. Unos meses antes, en diciembre de 1958, el 11 había iniciado pruebas transmitiendo dos horas por la mañana y dos por la tarde. En mayo de ese mismo año surge XEWH-TV Canal 6 en Hermosillo, Sonora.
El 19 de enero de 1960 entra en vigor la «Ley Federal de Radio y Televisión», la primera legislación específica para estos dos medios, antes regidos por la «Ley de Vías Generales de Comunicación» y diversos reglamentos y decretos derivados de ésta.  
Entre los aspectos sobresalientes de esta ley están la definición de la radio y la televisión como patrimonio de la nación, y el establecimiento del régimen de concesiones y permisos a que están sujetos ambos medios. Según la ley pueden existir estaciones concesionadas, las cuales están facultadas para transmitir anuncios comerciales, y estaciones permisionadas cuya administración se encomienda a entidades no lucrativas que, por lo tanto, no pueden hacer uso comercial de las frecuencias de radio y TV.
En mayo de 1960 inició la televisión en Guadalajara con el canal 2 XEWO-TV como estación local; y el 21 de agosto de 1961 inició el canal 4 con la insignia de XHG-TV.
Guillermo González Camarena, a pesar de ya existir sistemas de TV a color bien establecidos y en uso, continúa con sus experimentos y avances en televisión creando en 1961 el «Sistema Psicológico de Televisión a Color» con el cual logra crear la ilusión de color en televisores blanco y negro. Un año más tarde, crea el «Sistema Bicolor Simplificado» el cual producía color utilizando cinescopios que solamente contenían fósforo rojo y azul, con lo que se reducía el costo de producción. Empresas en Estados Unidos se interesan en el sistema y es utilizado para fines no comerciales, destacando la NASA quienes utilizan un sistema basado en esta patente para enviar y recibir imágenes desde el espacio.
Telesistema Mexicano dio muestra de su capacidad técnica cuando en la Copa del Mundo Chile 1962, con la adquisición de estaciones móviles de videocinta, se grabaron los tres partidos de la Selección de fútbol de México y fueron enviados en avión desde Chile hasta México para su transmisión diferida. El uso de este sistema favoreció la internacionalización del evento y la cadena, pues varias compañías extranjeras adquirieron las copias de los juegos para retransmitirlas en sus lugares de origen.
El 30 de septiembre de 1962 la empresa «Spanish International Broadcasting Company» de Los Ángeles), propiedad de Emilio Azcárraga Vidaurreta, establece la estación de UHF, KMEX en la urbe californiana. Se crea también la empresa «Spanish International Network Sales» (sIN-Sales), con el objetivo de proveer programación y ventas a estaciones que transmitieran en español en los Estados Unidos. Los programas provendrían de Telesistema Mexicano. «SIN» comienza a afiliar estaciones en la frontera sur del vecino país. 
En noviembre de 1962, González Camarena obtiene la autorización para efectuar a través de un canal abierto, ya no como experimento, sino con carácter comercial, transmisiones de televisión a colores. La primera transmisión se realiza el 8 de febrero de 1963 en el Canal 5 con el programa «Paraíso Infantil», que a partir de esa fecha se transmite cada sábado (originalmente se planeaba que la primera transmisión fuera el 21 de enero de ese mismo año, pero problemas técnicos lo impidieron).  
Al principio las transmisiones a colores son escasas por la insuficiencia de equipo en las televisoras, y privilegio de una minoría, pues la oferta de aparatos receptores capaces de registrar esas señales es mínima y su consumo está reservado para sectores muy reducidos (la mayor parte de las personas que sienten curiosidad por ver la TV cromática acuden a tiendas comerciales en donde se instalan aparatos receptores).  
Con el tiempo, el número de programas que se transmiten a color aumenta: Escaparate 360, Los Thunderbirds, Telemundo, entre otros. Para 1967 se llevan a cabo varias transmisiones especiales a colores como el tercer Informe de Gobierno del presidente Gustavo Díaz Ordaz y la pelea de revancha por el campeonato mundial de peso pluma entre Vicente Saldívar y Howard Winstone celebrada en el estadio Azteca.  
En enero de 1963 se inauguran las transmisiones de XHY-TV Canal 3, primera televisora del sureste del país con sede en Mérida, Yucatán. El 3 de octubre de 1963, inician las operaciones de lo que se convertiría en Cablevisión en la Ciudad de México, la cual en 1969 obtiene formalmente el permiso para operar la red de televisión de paga. Durante dos décadas, la red tuvo un crecimiento lento hasta que llegó su primer competidor, MVS Multivisión en 1989.
Televisión Independiente de México (TIM) inicia transmisiones en 1965, en la ciudad de Monterrey con la licencia de operar el Canal 6 con clave de radiodifusión XET-TV. Rápidamente se extiende a diversas ciudades de la República Mexicana creando XHFM-TV Canal 2 en Veracruz, y más adelante XHP-TV Canal 3 de Puebla.
El 18 de abril de 1965, Guillermo González Camarena fallece en un accidente automovilístico; el día 21, después de transmitir el entierro, en señal de duelo y a manera de homenaje, por primera y única vez en la historia, las tres cadenas de TSM, salen del aire por el resto del día. Previamente, el ingeniero se había asociado con la empresa mexicana Majestic Televisión para fabricar televisiones con el sistema bicolor de manera comercial; con su muerte, se abandona la implementación de su sistema para TV a color en México. Luego del fallecimiento, la televisión mexicana ha preferido usar el sistema bicolor simplificado, después ha sido adoptado el sistema norteamericano de televisión NTSC, y fue precisamente transmitir las imágenes por el satélite pájaro madrugador. 
En 1968 se iniciaron las transmisiones del sistema Telesecundaria, a iniciativa de Álvaro Gálvez y Fuentes, quien concreta un proyecto ideado por González Camarena; el objetivo era impartir educación a nivel secundaria mediante transmisiones televisivas, beneficiando principalmente a estudiantes en zonas rurales, de difícil acceso o con baja concentración demográfica, como una alternativa a las necesidades de cobertura educativa de nuestro país. El sistema empleó las señales locales de las estaciones más cercanas.
El 1 de septiembre de 1968, salen al aire XHTM-TV Canal 8 de Televisión Independiente de México, propiedad del «Grupo Monterrey»; y XHDF-TV Canal 13 de «Corporación Mexicana de Radio y Televisión», propiedad de Francisco Aguirre Jiménez, fundador de Radio Centro; ambos inician operaciones con el IV Informe de Gobierno de Gustavo Díaz Ordaz. Estos canales se convertirían en la primera verdadera competencia de Telesistema Mexicano, en especial el canal 8 que lanzó a la fama a Roberto Gómez Bolaños "Chespirito", y Raúl Velasco; no obstante el canal tuvo que retrasar sus transmisiones permanentes y regulares hasta el 25 de enero de 1969.
Para finales de la década de 1960, Telesistema Mexicano (TSM) se había consolidado como la única cadena nacional de televisión, su expansión en el país a través del sistema de afiliación, mediante el cual las estaciones locales integraban los contenidos de TSM para poder subsistir, opacaba cualquier intento de una cadena en el interior de la república por expandirse o competir. Al tiempo de haber forjado desde la década de 1950, una alianza implícita con el régimen priísta, para homogeneizar la identidad nacional mediante programas de televisión que difundieron valores identitarios comunes. La participación de la televisión como formador social lo ligó al estado mexicano, que favoreció los intereses de la empresa a cambio de que esta sostuviera dicha línea editorial. De la misma forma, el resto de las industrias de la comunicación y el entretenimiento (radio, cine, teatro, música, publicaciones impresas, etc.) sostenían su relevancia siendo partícipes del contenido televisivo. No obstante, en ese momento la influencia de TSM era aún limitada, a pesar de la multiplicación de estaciones, el alcance de los aparatos televisores entre la población era un lujo poco accesible a las mayorías.

### Consolidación e internacionalización

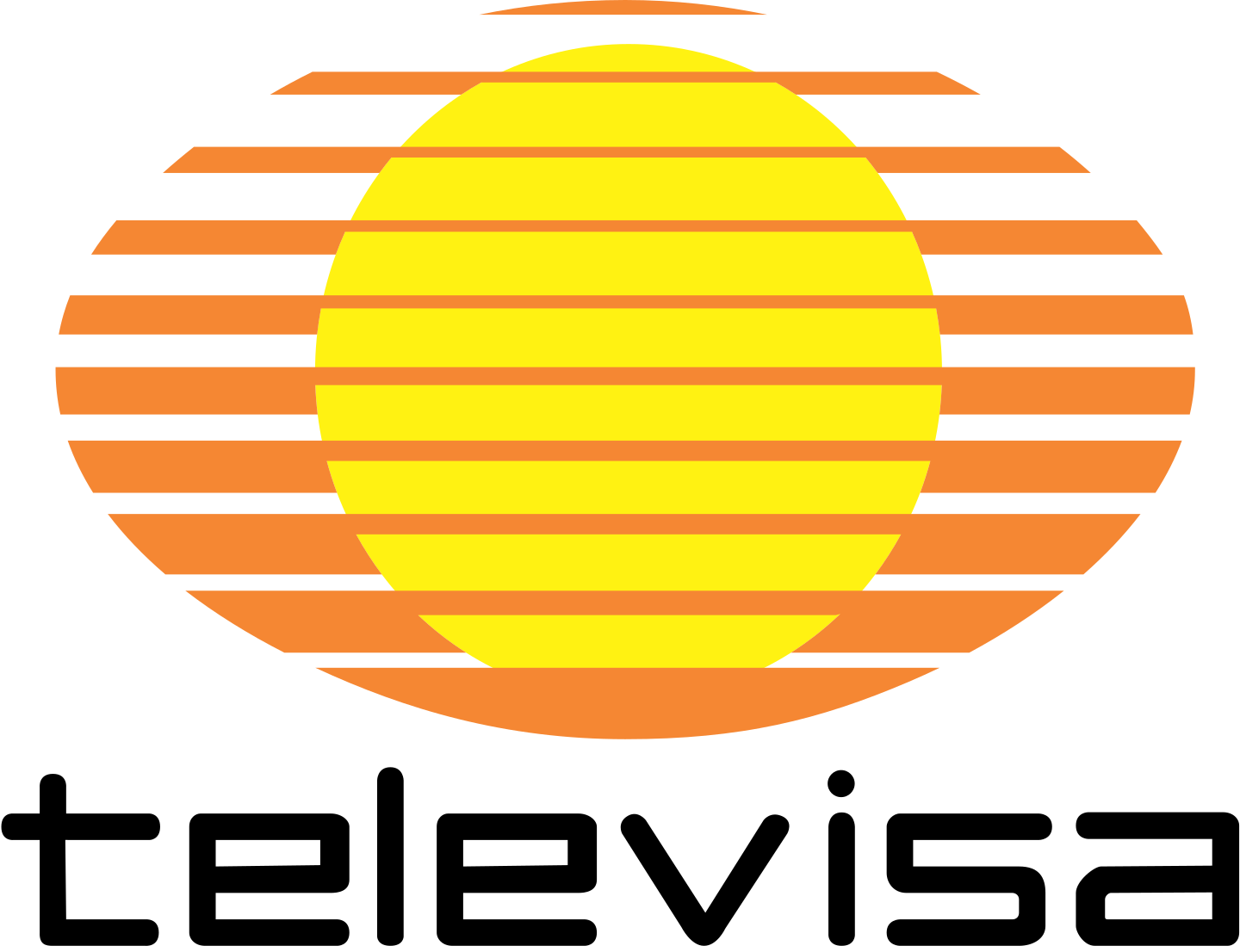
Logo de Televisa en la década de 1990. El auge de esta empresa en las últimas décadas del, es el factor determinante en la historia de la televisión mexicana.

#### Televisa y el modelo mexicano de televisión
En el marco de la obtención por parte del país de las sedes de los dos eventos deportivos más importantes del mundo, los Juegos Olímpicos de México 1968 y la Copa Mundial de Fútbol de 1970, Telesistema Mexicano sería la cadena de televisión local responsable de la producción y emisión de la señal internacional. Ante ello, Emilio Azcárraga Milmo gestionó con el presidente Gustavo Díaz Ordaz, la inversión público-privada para la construcción y lanzamiento de un satélite mexicano que cubriera la demanda que generarían ambos eventos, esto en el contexto del nacimiento de la televisión vía satélite, de la que la empresa ya había sido parte en los Juegos Olímpicos de Tokio 1964. No obstante, no se consiguió el apoyo del presidente, que en cambio ofreció ampliar la red de estaciones de microondas y repetidoras a nivel nacional, así como adquirir acciones del sistema Intelsat, que permitiría hacer uso del satélite Early Bird para cubrir los magnos eventos que albergaría el país. Telesistema Mexicano contribuyó en los dos eventos históricos, pues cada edición significó la primera transmisión a color vía satélite de unos Juegos Olímpicos y una Copa Mundial de Fútbol.
El 19 de enero de 1971, Emilio Azcárraga Milmo y Guillermo Cañedo de la Bárcena fundan la Organización de Televisión Iberoamericana, una alianza de las cadenas de radio y televisión en la región, para gestionar de mejor manera la importación y exportación de producciones, incluida la compra de derechos para eventos deportivos internacionales. Azcárraga Milmo fue responsable de varias medidas innovadoras para hacer frente a la competencia de TIM; las más significativas fueron: impulsar en el seno de la compañía una medida innovadora, en el contexto de la televisión mexicana, la de lograr que Telesistema Mexicano se encargara por completo de la producción de programas, haciendo que se suscitara un cambio en el rol con los anunciantes, que ahora no podrían tener injerencia en la programación, y la empresa sería la vendedora de los espacios de publicidad; la medida permitió la producción masiva de contenidos como telenovelas, noticieros, programas de concursos, cómicos y de variedades; el acceso a la tecnología satelital y de videotape a color permitió la internacionalización del contenido de TSM, pues se facilitó la exportación a diversas regiones del mundo de los contenidos producidos en la empresa.
Los desafíos que plantea la poca infraestructura del país para operar canales de televisión de alcance nacional, los elevados costos de producción de TIM y la confrontación con el presidente Luis Echeverría, incentivó a la familia Azcárraga a buscar un acuerdo de asociación con su cadena competidora. El acuerdo se firmó el 8 de septiembre de 1972, que terminó siendo uno de fusión el 28 de noviembre del mismo año; en ese contexto el día 25 de septiembre falleció Emilio Azcárraga Vidaurreta, asumiendo la presidencia de la empresa su hijo Emilio Azcárraga Milmo. El 8 de enero de 1973 da inicio oficial la empresa Televisión Vía Satélite S.A., utilizando comercialmente el acrónimo TELEVISA, cuya participación accionaria sería del 75% de TSM y 25% de TIM.
La fusión de ambas empresas y las tres estrategias del llamado «Tigre Azcárraga» se complementaron con un fenómeno inesperado, la explosión demográfica de las décadas de 1970 y 1980, que permitieron la definitiva masificación de la televisión a nivel nacional; Con ello, la naciente Televisa terminó por ubicarse como la mayor cadena de medios de comunicación en el mundo de habla hispana.
El éxito económico de la cadena de televisión y la penetración de sus producciones, le permitió integrarse de manera parcial o completa a otros sectores de negocios, principalmente vinculados con el entretenimiento, como lo fueron productoras de cine, teatro y música, editoriales, agencias de talento artístico, distribuidoras, compañías de doblaje entre otras, estableciendo un modelo de negocios donde la televisión era la pauta para influenciar a la sociedad mexicana en todos los aspectos de la vida pública. En virtud de su posición casi monopólica de la televisión mexicana, Televisa emprendió su ingreso a los mercados hispanoparlantes, especialmente en Hispanoamérica y entre los hispanos de Estados Unidos, usando como estrategia la constante adaptación de los modos y estilos de la industria del entretenimiento estadounidense, en los producciones mexicanas.

#### Televisión paraestatal y políticas públicas

Logo de Imevisión. El intento más exitoso del gobierno mexicano por crear una televisión pública al estilo de las compañías europeas.

Los regímenes priistas de la época (Gustavo Diaz Ordaz —1964-1970— y Luis Echeverría —1970-1976—) implementan medidas para ampliar las facultades y accesos del gobierno a la televisión comercial; ambos mandatarios, conscientes de la creciente influencia de la TV, y a pesar de la alianza implícita que se tenía con esta, deciden intervenir para evitar la conformación de un poder paralelo, además de hacer parte al estado de los beneficios de la televisión comercial; especialmente cuando la extensa red de microondas, telecomunicaciones y estaciones terrestres para recepción de señales satelitales, eran obra pública del sexenio anterior (Adolfo López Mateos). 
El 30 de diciembre de 1968 se decretó un impuesto del 25% sobre el total de ingresos por el uso de las señales concesionadas; el gobierno federal estableció como alternativa, exentar el pago de este impuesto, a cambio de la colocación de, al menos el 49%, de las acciones de cada concesionaria en instituciones de crédito público. Las empresas de radio y televisión, iniciaron un diálogo con las autoridades para llegar a un acuerdo. El 1 de mayo de 1969 las negociaciones dan como resultado la derogación del decreto anterior y su reemplazo por uno nuevo, que establece la exención de una tasa de menor del impuesto, a cambio de colocar a disposición del gobierno el 12.5% del tiempo diario de transmisión en cada canal. Esto significó el acceso del estado mexicano a las señales de televisión, que ahora tendrá un lapso fijo para reproducir material ligado al gobierno, cómo promocionales de obras públicas, «spots» electorales, programas de difusión cultural y política, y las célebres «cadenas nacionales», cuando todos los canales se enlazaban simultáneamente para emitir tomas de posesión, informes de gobierno, ceremonias cívico-militares o protocolarias y los mensajes a la nación de la presidencia de la república.
La nueva realidad en las relaciones estado-televisión, da como resultado el nacimiento de instituciones ligadas a todos los componentes de la industria. En 1970 la Cámara de la Industria de la Radiodifusión (CIR — f. 1941) se transforma en la Cámara Nacional de la Industria de Radio y Televisión (CIRT); ese mismo año la Secretaría de Comunicaciones y Transportes crea la «Subsecretaría de Radiodifusión»; en 1977 se crea la «Dirección General de Radio, Televisión y Cinematografía» de la Secretaría de Gobernación; también ese año, el «Sindicato de Trabajadores y Artistas de la Televisión en México (SITAT — f. 1950)» se reformula para transformarse en el «Sindicato Industrial de Trabajadores y Artistas de Televisión y Radio, Similares y Conexos de la República Mexicana (SITATYR)»
En abril de 1972, el gobierno federal, a través de la financiera paraestatal, «Sociedad Mexicana de Crédito Industrial (SOMEX)», adquiere el Canal 13, debido a las deudas que había adquirido con SOMEX el propietario Francisco Aguirre; convirtiéndose este, en el primer canal comercial propiedad del estado mexicano. Esto representó un cambio de paradigma para la administración del presidente Luis Echeverría, pues haría posible la ejecución del proyecto recomendado por Salvador Novo en el informe de 1948, sobre la conveniencia de aplicar un modelo de televisión paraestatal comercial como la BBC de Reino Unido, RTVE de España, la RAI de Italia, ARD y ZDF de la Alemania Federal, y France Télévisions de Francia. El gobierno tenía contemplado convertir al canal 13 en una señal comercial que compitiera con Televisa, aplicando el mismo sistema de generación de contenidos de entretenimiento e información, sustentados en anunciantes privados. Dicha competencia era de momento muy limitada, pues canal 13 aún no ampliaba sus estaciones repetidoras; para darle un impulso, en 1975 se expropiaron las estaciones de «Telecadena Mexicana», la red de afiliadas de la desaparecida TIM.
El 4 de mayo de 1972, se crea «Televisión Cultural de México», una paraestatal que serviría como una cadena de televisión pública para difundir la cultura y llevar la televisión a zonas rurales, esto aprovechando alguna de las señales comerciales, ejecutando la prerrogativa del 12.5% de tiempo disponible. La televisora cambiaría su nombre a «Televisión Rural de México» (1977) y finalmente a «Televisión de la República Mexicana (TRM en 1980)». 
En 1973 la televisión llega a la región de Zacatecas pero solo con las señales de los canales 2, 5 y 8, exceptuando las señales de los canales 4 y 11. En este año diversas disposiciones legales fueron ampliando la regulación gubernamental sobre la industria; algunas de estas fueron el reglamento de la ley de radio y televisión para marcar directrices en los contenidos, el acceso de los partidos políticos al 12.5% de tiempo aire disponible para el estado mexicano. Al año siguiente se establecieron normativas a la publicidad y se estableció una sociedad público-privada para constituir una empresa que facilitara el acceso a los satélites a cadenas privadas y paraestatales por igual.
En 1976 se inauguran las instalaciones de Canal 13 en Periférico Sur, en las cercanías del cerro del Ajusco en la Ciudad de México; y en 1983 se crea el Instituto Mexicano de la Televisión (IMT), aglomerando en una sola paraestatal, los canales de televisión propiedad del gobierno (Canal 13 y la red TRM).
El 15 de abril de 1982 inicia transmisiones XHTRM-TV canal 22, el segundo canal paraestatal de México, aprovecha la red de estaciones culturales de «TRM». El 18 de mayo de 1985, comienzan las emisiones de XHIMT-TV canal 7, también propiedad del gobierno. Ante esto, el IMT se reestructura y adopta el nombre de IMEVISION, la cual abandonaría el proyecto de televisión pública de TRM y se crearon dos cadenas, aprovechando en parte la infraestructura de TRM. Estas cadenas, Red Nacional 7 y Red Nacional 13, fueron canales enfocados principalmente a la programación comercial, predominantemente series y películas de Estados Unidos; en tanto el canal 22 continuó su línea de televisión educativa y cultural.
La creación de XHIMT-TV canal 7, requirió de un reordenamiento de frecuencias entre el canal 8 y las dos estaciones retransmisoras ubicadas en Altzomoni (canales 7 y 9), con lo que XEX-TV canal 7 se movió al Canal 8; así como el intercambio de indicativos entre estaciones, quedando de la siguiente manera: XHTM-TV Canal 8 se movió al Canal 9 con el indicativo XEQ-TV, y XEQ-TV Canal 9 se movió al Canal 10 con el indicativo XHTM-TV.
El 17 de junio de 1985, se coloca en órbita el primer satélite mexicano de comunicaciones, Morelos I, en tanto el Morelos II lo haría el 27 de noviembre del mismo año.

### Competencia y diversidad de contenidos

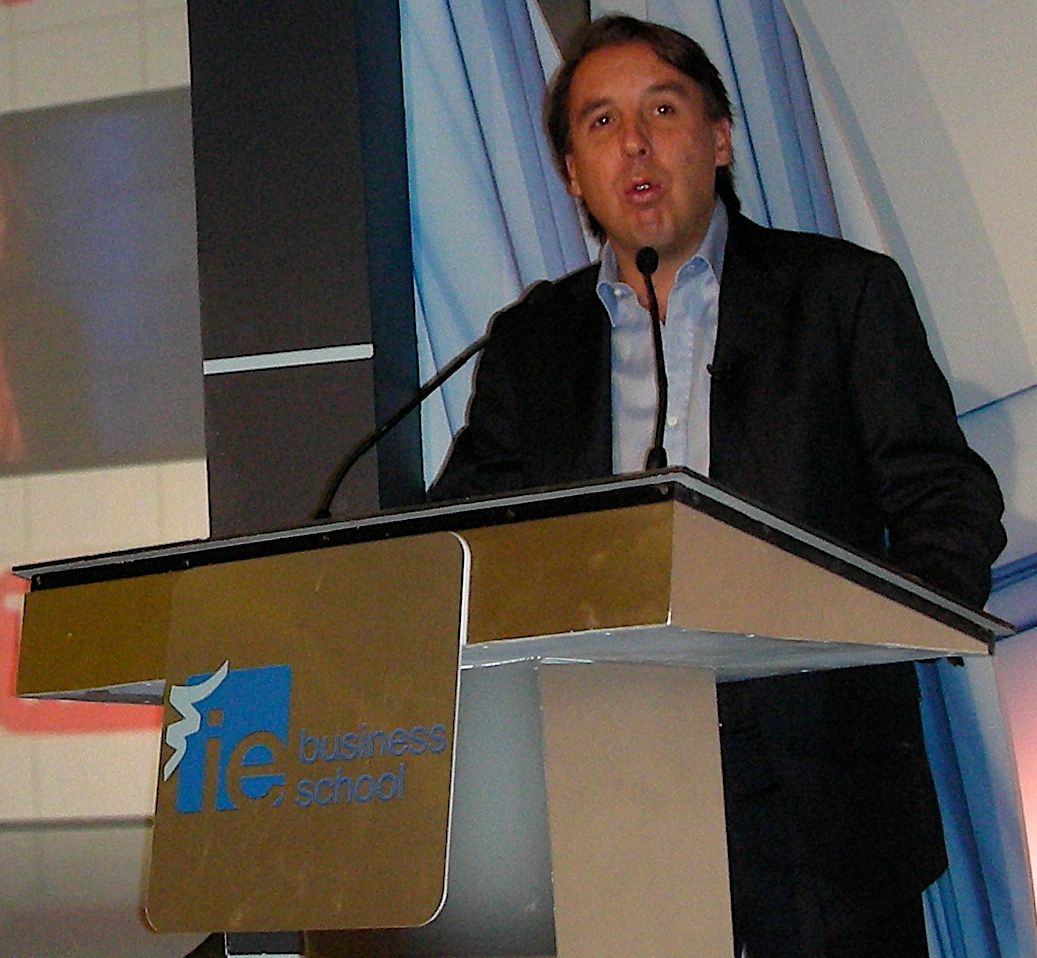
Emilio Azcárraga Jean, el tercero de una dinastía que ha definido históricamente el mercado de la televisión en México. Su estrategia de diversificación de contenidos a finales de los años 1990, moldeó la llamada «Guerra de las televisoras».

En diciembre de 1987, modificaciones a la ley de vías generales de comunicación, permiten que cualquier persona en su hogar posea una antena parabólica, lo que facilitará el acceso a televisión vía satélite y microondas, especialmente de señales restringidas. Este suceso fue fundamental para el surgimiento el 1 de septiembre de 1989, del servicio de televisión de paga vía microondas, MVS Multivisión en la Ciudad de México. El servicio, a través del sistema MMDS, ofrece una cobertura casi total en el área metropolitana de la Ciudad de México, lo que obliga a Cablevisión de Televisa a salir de su zona de confort y comienza a expandirse a otras áreas de la ciudad. Con esto se inicia por primera vez una competición real y un crecimiento acelerado del sector de TV de paga en el país.
El 7 de diciembre de 1990, el presidente Carlos Salinas de Gortari, en medio de su política de privatización de la industria paraestatal, declara mediante decreto, el proceso de licitación de la mayor parte de la red de estaciones de televisión gubernamental, incluidas las tres cadenas nacionales, (canales 7, 13 y 22). Para acelerar el proceso, el canal 7 deja de emitir contenido propio y se convierte en repetidora del canal 13. En tanto el canal 22, recibe un apoyo mediático el 26 de enero de 1991, de un grupo de intelectuales mexicanos para solicitar al presidente que el estado conserve la propiedad del canal para mantener su línea editorial de promoción de la cultura y las artes. El 1 de febrero el presidente entrega la administración del canal al Consejo Nacional para la Cultura y las Artes a través de la paraestatal «Televisión Metropolitana», y se forma un comité de artistas para dirigirlo. El nuevo formato del canal inicia transmisiones el 23 de junio de 1993.
En 1992 y 1993, se colocan otros dos satélites, Solidaridad I y II; con ellos, se utilizan las tecnologías más avanzadas en transmisiones radiofónicas y televisivas, principalmente, con capacidad para ofrecer servicios de telecomunicaciones a todo el territorio nacional y a 23 países del continente americano. 
El 18 de julio de 1993, concluye el proceso de licitación de IMEVISION, siendo ganador el consorcio «Radio Televisora del Centro» de Ricardo Salinas Pliego, propietario de la tienda de electrodomésticos Elektra. Con esto, surge Televisión Azteca, la primera competencia real a Televisa desde la fusión con Canal 8.
En 1994 se crea la Dirección General de Televisión Educativa de la Secretaría de Educación Pública, encargada de administrar los contenidos de Telesecundaria, y regular los de educación media superior y superior a distancia. Gracias al nuevo complejo satelital del estado mexicano, el 13 de diciembre de 1995 el sistema de Telesecundaria deja de usar las señales de estaciones locales y nacionales, comenzando a emitir por su propia señal a través de la Red Edusat.
En 1994 se estrenó el servicio de televisión satelital DirecTV a través de una alianza entre MVS Multivisión y Hudgens Electronics. En 1996 se lanzó Sky México mediante un «joint venture» entre News Corporation, Liberty Media, y Grupo Televisa. DirecTV se retiró del país en 2004, al padecer la falta de los canales de Televisa.
El proceso político económico en el llamado «periodo neoliberal» se desarrolló en el mercado de la televisión con una serie de reformas legales el 7 de junio de 1995, para facilitar el acceso de la iniciativa privada al espacio radioeléctrico y la infraestructura satelital.
El 19 de junio de 1995, sale al aire XHTVM canal 40 de la Ciudad de México, concesionado a «Televisora del Valle de México», propiedad de Javier Moreno Valle, ofreciendo una programación de carácter informativo (noticias). Años más tarde, TVM se asocia comercialmente con TV Azteca, sin embargo, Javier Moreno Valle rompió relaciones con TV Azteca tras considerar que los métodos de Azteca tenían como fin debilitar a la empresa para poder absorberla, con lo que se iniciaría una historia de pleitos legales e incidentes.
Tras 25 años de haberse otorgado la concesión de XHTC-TV Canal 16 y 10 años de haberse cambiado a XHRAE-TV Canal 28, Raúl Aréchiga Espinosa inicia la operación de este canal a fin de no perder la concesión y solicitar una prórroga en 1999. Tras batallas legales, el canal es vendido al Grupo Empresarial Ángeles de Olegario Vázquez Raña.
El 18 de marzo de 1998 comenzó emisiones XHHCU-TV Canal del Congreso, el medio de difusión de la actividad legislativa de ambas cámaras del Congreso de la Unión; aunque lo hizo a través de los sistemas de cable.
La segunda mitad de la década de 1990 y la primera de la década de 2000, se caracterizaron por un fenómeno denominado en México como «Guerra de las Televisoras». Como nunca antes, el emporio Televisa se enfrentó a una competencia en igualdad de circunstancias, ya que la nueva cadena privada (Televisión Azteca) contaba con los recursos y mecanismos para restar audiencia al consorcio y atraer incluso a varias de sus figuras. La mayor manifestación de este fenómeno fue el duelo por los llamados «ratings», una cifra que indica el porcentaje de hogares o espectadores con la televisión encendida en un canal, programa, día y hora específicos (o promediando minutos y fechas), en relación con el total de televidentes considerados en la muestra (encendidos y apagados). Esta cifra era trascendente pues era la referencia de los anunciantes para contratar tiempo en televisión (el principal ingreso de las televisoras) o patrocinar directamente productos y servicios de la televisión.
Ambas compañías implementan estrategias de diversificación de contenidos para ganar la batalla; comenzaron por ubicar en el mismo horario barras de contenido similar, especialmente noticieros, telenovelas, series y caricaturas importadas, programas de concurso, musicales, humorísticos y revistas matutinas o nocturnas. Esto sumó positivamente al consumo televisivo, pues aparecieron las grandes producciones nacionales que invierten fuertes sumas de dinero en las personalidades e infraestructuras usadas; también inician los acuerdos de colaboración con las principales productoras de contenido en Estados Unidos (Disney, Warner Bros., Paramount, Universal, Fox, entre otras); comenzó la disputa por la audiencia en las coberturas de los Juegos Olímpicos y la Copa Mundial de Fútbol, ampliando las características y enfoque de estas; no obstante también se manifestó en las disputas verbales en programas de tipo informativo y controversias legales. A pesar de las ventajas con las que contaba Televisa (dos canales con alcance nacional —el 2 y el 5—, una mayor infraestructura de medios —productoras de cine, música, teatro y radio— y sistemas de televisión restringida —Cablevisión y Sky—), en la televisión abierta cerró el siglo XX con una ligera ventaja en las audiencias de los horarios estelares.

### Transición a la era digital y nuevas tecnologías

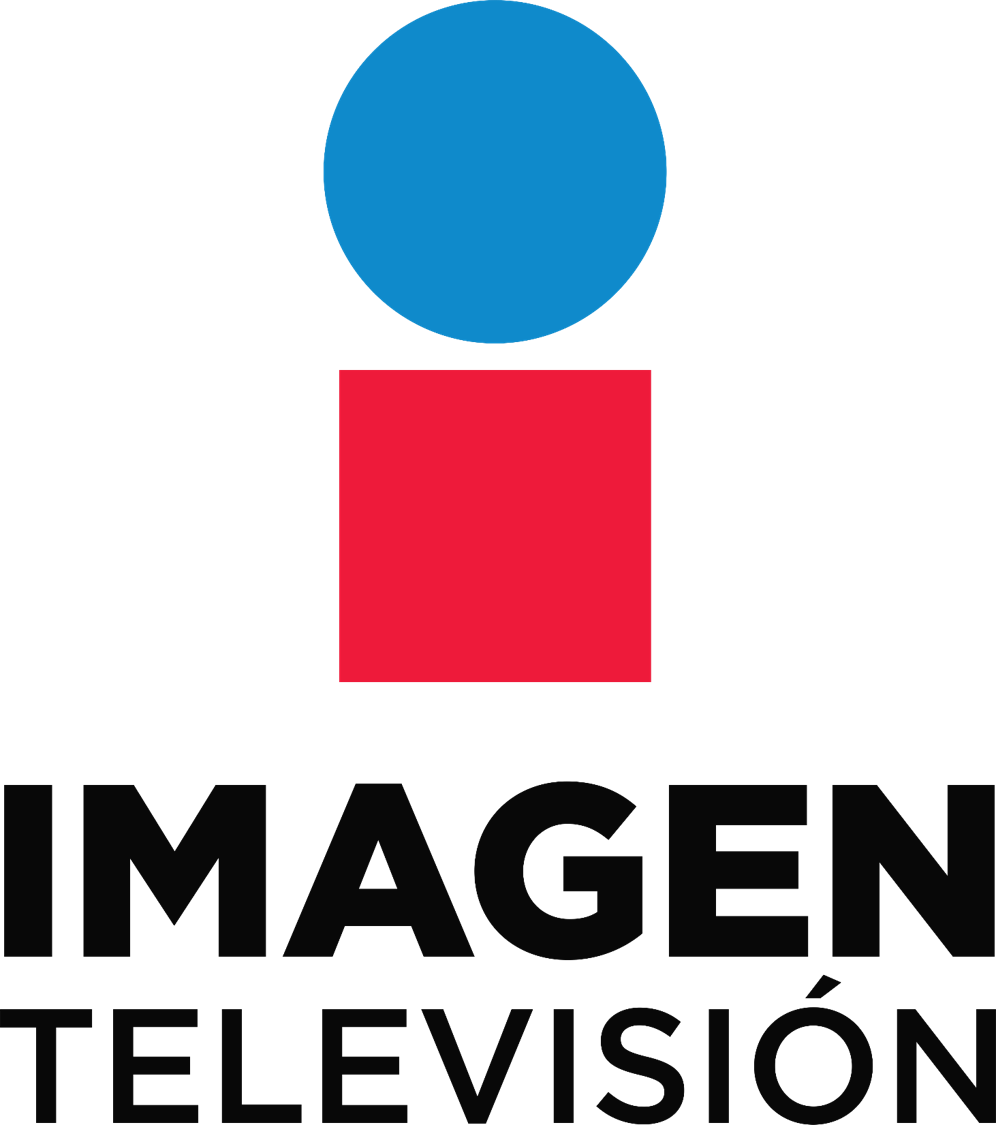
Logo de Imagen Televisión. La tercera empresa de televisión abierta en la actualidad.

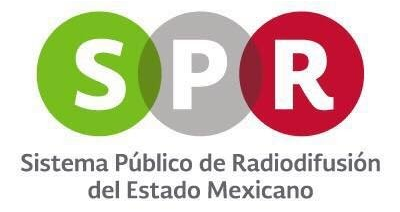
Logo del Sistema Público de Radiodifusión del Estado Mexicano, la institución encargada de articular la red de canales públicos de televisión del gobierno federal.

La primera década del siglo XXI, en plena «guerra de las televisoras», se desarrolló en medio de dos fenómenos, la expansión del acceso a sistemas de televisión restringida (cable y satelital), acelerando la competencia con el mercado internacional; y la masificación del internet, que cambió el paradigma de las telecomunicaciones, incluida la generación de contenidos, la divulgación informativa y la promoción artística, puntos fuertes de la televisión de finales del siglo XX. En el caso de Televisa, le hizo frente al primer fenómeno, adquiriendo nuevas compañías cableras para conservar la preponderancia del mercado, aunque sus programas no compitieron de manera efectiva con los extranjeros, recuperó ingresos por concepto de suscripción y publicidad; también invirtió en la compra de derechos exclusivos para grandes eventos internacionales o producciones de alcance internacional que fungieron como "ancla" para la contratación de sus sistemas de TV restringida por televidentes y patrocinadores. En ese contexto Televisa creó el primer servicio de televisión en línea en México «Tvolución.com».
En este marco se presentó una innovación en el mercado de las telecomunicaciones, el denominado «Triple play», es decir la distribución unificada de servicios de telefonía, internet y televisión en un mismo paquete. Las disputas políticas entre los competidores, especialmente el ahora llamado «duopolio televisivo» contra América Móvil de Carlos Slim, retrasaron para todo el mercado mexicano, el acceso a dicho servicio. Todos los competidores se vieron obligados a formar alianzas o utilizar negocios alternos para poder ofrecer el codiciado servicio triple.
El 10 de octubre de 2002 el gobierno de Vicente Fox impulsó cambios legales para disminuir la presencia del estado en la televisión comercial; mediante una reforma a la ley de radio y televisión, y su reglamento, se eliminó el 12.5% de tiempo al aire, disponible para el gobierno (oscilaba entre 2 y 3 horas dependiendo del canal), y se sustituyó por un espacio libre de 18 minutos diarios a disposición del gobierno, pudiendo distribuirlo entre promocionales de algunos segundos o cápsulas informativas; de no usar dicho lapso, las cadenas dispondrán del tiempo. Esto trajo consigo varios cambios; la RTC dejó de transmitir su programa «Tiempos políticos»; las cadenas nacionales de tomas de posesión, informes de gobierno, eventos cívico-militares y mensajes presidenciales serían pagados del gobierno a las televisoras; las dependencias federales que generen contenidos superiores a los 18 minutos, pagarán el espacio en televisión como cualquier anunciante; finalmente, partidos y agrupaciones políticas debían contratar tiempo al aire fuera del periodo electoral, para difundir sus promocionales.
El 27 de diciembre de 2002 un comando armado de TV Azteca, tomó de manera ilegal las instalaciones de CNI Canal 40, en un evento conocido como «El Chiquihuitazo»; la empresa de Salinas Pliego usurpó deliberadamente la señal de un concesionario bajo el argumento de cobrar una deuda millonaria.
El 2 de julio de 2004, se publica en el Diario Oficial de la Federación, la «Política para la Transición a la Televisión Digital Terrestre», con lo que se iniciaría el proceso para abandonar las transmisiones analógicas de televisión en un plazo de 17 años (2021). Sin embargo en 2010, el presidente Felipe Calderón adelanta la fecha para el 31 de diciembre de 2015. Esta modificación traería problemas para realizar la transición tanto con los televidentes que no estaban en condiciones de adquirir nuevos televisores, como una campaña de entrega de televisores el cual fue visto como un acto político; y para televisoras que no tenían los recursos para cambiar sus equipos. Debido a esto, se dio prórroga a 20 estaciones principales y 477 complementarias de baja potencia teniendo como límite el 31 de diciembre de 2016 para terminar la transición.
En el mismo 2004 comenzó una serie de disputas y controversias políticas ligadas a una reforma al sector de las telecomunicaciones; estas giraron en torno a la exigencia de conformar un órgano regulador que ya no dependiera del presidente de la república; la concentración de viejas y nuevas concesiones en dos compañías; la calidad de los contenidos emitidos en TV; los límites a la influencia de la publicidad televisiva; la normalización del ejercicio al derecho de réplica frente al monopolio informativo; la certeza jurídica para el desarrollo de las señales públicas del estado mexicano; el fomento a medios independientes; la regulación de la propaganda electoral; los tiempos al aire del estado mexicano; la regulación de los nuevos sistemas de televisión (cable, satelital y en línea).
El 18 de enero de 2005 el gobierno de Vicente Fox y la empresa Productora y Comercializadora de Televisión (PCTV) concretaron la creación de Aprende Tv, una señal de televisión restringida, que transmitirá en alguno de los canales de las múltiples sistemas locales de cable de la compañía. El propósito será llevar a la televisión de paga los contenidos producidos por la DGTV, la red Edusat y el Instituto Latinoamericano de la Comunicación Educativa (ILCE).
El 19 de mayo de 2005, después de los problemas con TV Azteca, el incidente conocido como «El Chiquihuitazo» y una huelga de trabajadores sindicalizados, XHTVM sale del aire. Posteriormente, el 21 de febrero de 2006, XHTVM vuelve al aire con la señal de Proyecto 40, la cual es administrada por TV Azteca, aunque esta no tiene el control total de TVM. La señal se expandió a partir de 2012 a través de la multiprogramación de canales digitales de la red de TV Azteca.
El 24 de junio de 2005 inició transmisiones XHUNAM-TDT Canal 20 TV UNAM, la señal de la Universidad Nacional Autónoma de México; el canal fue la consolidación del sistema de producción audiovisual que la máxima casa de estudios ya manejaba desde 1985, para difundir material educativo, cultural y académico.
El 1 de septiembre de 2005 se constituyó «La Red de Radiodifusoras y Televisoras Educativas y Culturales de México», una asociación civil que organiza a las estaciones de radio y televisión públicas, propiedad de gobiernos estatales, universidades e independientes, así como las señales nacionales de Once TV y Canal 22, con el propósito de articular la iniciativas para el sostenimiento y promoción de sus contenidos. Como punto de partida, hará uso de la señal de Aprende Tv para transmitir los contenidos de sus afiliadas en la televisión de paga a nivel nacional.
El 11 de abril de 2006 entraron en vigor las reformas a las ley de telecomunicaciones, y la de radio y televisión, reformas coloquialmente conocidas como «Ley Televisa»; la controversia, que originó el mote, giraba en torno a las acusaciones por la rápida aprobación de una norma, lo que señalaba el "cabildeo" entre el consorcio televisivo y el presidente de la república para favorecer los interés del «duopolio televisivo». Las principales características de la reforma eran la disminución de facultades regulatorias para la Comisión Federal de Telecomunicaciones, la omisión de criterios de calidad para el otorgamiento de concesiones, el excesivo lapso de concesión (20 años), la renovación automática de las concesiones sin licitación previa, la consideración preferente para que las dos cadenas nacionales puedan acceder a las múltiples señales que se liberan con la introducción de la Televisión digital terrestre, con el Apagón analógico, proyectado para 2015.
El 29 de mayo de 2006 comenzó transmisiones a través de las señales de cable el Canal Judicial de la Suprema Corte de Justicia de la Nación, teniendo como objetivo la difusión de la actividad en los principales órganos del Poder Judicial.
El 28 de mayo de 2007 entra al aire la señal de Cadenatres de Grupo Imagen tras la adquisición de la estación XHRAE-TV de la Ciudad de México por parte de Grupo Ángeles. A lo largo de poco más de 8 años, formó una pequeña cadena con estaciones afiliadas y se convertiría en los "cimientos" de la cadena nacional actual, Imagen Televisión.
La década de 2010 sería la de mayor choque para la televisión, pues aparecieron dos factores de cambio tecnológico global que cimbraron las industrias de telecomunicaciones y entretenimiento. Por un lado, surgieron las redes sociales, que cambiaron el paradigma del acceso y divulgación de información, restando el impacto, influencia y credibilidad de los medios tradicionales, especialmente la televisión. Por otro lado aparecieron las plataformas de «Streaming» que modificaron el enfoque e inmediatez de los contenidos de televisión.
El 31 de marzo de 2010, se publica el decreto de creación del «Organismo Promotor de Medios Audiovisuales» (OPMA), con el cual se formaría la primera cadena de televisión pública exitosa propiedad del estado, conocida hoy como Sistema Público de Radiodifusión del Estado Mexicano. El 22 de marzo de 2012 inició transmisiones XHOPMA-TDT «Canal 30 Una Voz Con Todos», la tercera señal propiedad del gobierno federal, está bajo administración directa del poder ejecutivo, a diferencia de Once TV (administrado por el IPN) y Canal 22 (dirigido por el CONACULTA), la primera en esta condición desde la desaparición de Imevisión; no obstante el gobierno no pretendia darle un enfoque comercial como a la otrora cadena de la década de 1980, sino como plataforma de difusión del sistema Edusat, de Cepropie y de Notimex. El 1 de septiembre de 2012, el sistema Edusat inicia transmisiones de su primera señal propia, Ingenio TV Canal 14, luego de años de haber arrendado señales de la compañía cablera PCTV.
El 11 de junio de 2013 entra en vigor la reforma constitucional en telecomunicaciones; que entre otras medidas, sustituye a la Comisión Federal de Telecomunicaciones por un órgano autónomo constitucional denominado Instituto Federal de Telecomunicaciones; se engloba en una sola ley a todos los sistemas de medios de telecomunicación; se favorece la inversión privada en el acceso a la liberación de la Televisión digital terrestre; se reserva un espacio de la Banda ancha para estaciones indígenas y comunitarias de radio y televisión; y se implementa la ampliación del espacio radioeléctrico para que las principales señales de la Red México sean ya de televisión abierta. 
No obstante las críticas a la reforma señalaban deficiencias en su estructura, teniendo como principales puntos: el desconocimiento del interés público y el patrimonio nacional para ejecutar las nuevas normativas; la introducción de aquellos puntos rechazados por la Suprema Corte de la ley de 2006; desaparecen por completo los tiempos oficiales, salvo el de los partidos en periodo electoral, de tal manera que cualquier autoridad de cualquiera de los poderes y de cualquiera de los niveles de gobierno, deberá invertir recursos públicos para acceder a los medios electrónicos de comunicación; se establecen mecanismos legales de censura por parte del ejecutivo federal; la creación de «agente preponderante en el mercado», que obliga las empresas más importantes de cada rama a facilitar su infraestructura, favorece en mayor media en la televisión a Televisa, y perjudica en telefonía e internet a America Movil (en beneficio del «duopolio televisivo»); se implementan medidas de control en la red; sostiene en condiciones de desigualdad para que los medios alternativos e independientes accedan a la infraestructura; limita el desarrollo y crecimiento de los medios públicos; mantiene ambigüedad en los procesos para defender el derecho de las audiencias, especialmente en términos de la no discriminación; las reformas no alteran el «status quo» de las marcas comerciales y su influencia en los contenidos.
Después de varios amparos, el gobierno logra recuperar la banda de los 2.5 GHz, por lo que en julio de 2014, MasTV, sistema de TV de paga que había iniciado como MVS Multivisión, termina sus transmisiones. El 11 de marzo de 2015, Grupo Imagen (a través de su concesionaria Cadena Tres I) y Grupo Radio Centro, ganaron la licitación para operar cada uno 123 estaciones de televisión para formar 2 cadenas nacionales nuevas. Grupo Radio Centro falla en pagar la contraprestación por la nueva cadena el 10 de abril de 2015, por lo que 123 concesiones de televisión quedaron a la espera de nuevas licitaciones.
Cadenatres terminó sus transmisiones el 26 de octubre de 2015, con lo que se anuncia que Grupo Imagen comienza a prepararse para el lanzamiento de su nueva cadena nacional de televisión. La programación de Excélsior Televisión sustituye a la de cadenatres en el Canal 28 en la Ciudad de México y se termina la relación con las afiliadas que habían formado una pequeña cadena.
El 31 de diciembre de 2015, se cumplió el plazo para el apagón analógico en la República Mexicana, con la excepción de 20 estaciones principales y 477 complementarias de baja potencia.
En 2016 se publican dos lineamientos importantes para la TDT. En febrero se establecen los lineamientos para la autorización de multiprogramación o subcanales los cuales se habían prestado para ciertos usos cuestionables (por ejemplo, el sistema Hi-tv). En julio, se publican los lineamientos para la asignación de canales virtuales y el 2 de septiembre del mismo año se publica la primera versión del listado de canales virtuales a nivel nacional, los cuales entraron en vigor el 27 de octubre de 2016 sin prórroga.
A casi un año del cierre de cadenatres, Grupo Imagen regresa a la televisión comercial, esta vez con su propia cadena de cobertura nacional, Imagen Televisión. El 17 de octubre de 2016, inician las transmisiones formales de la llamada "tercer cadena".
El 27 de octubre de 2016, se llevó a cabo el cambio de canales virtuales a nivel nacional, con lo que las cadenas nacionales y regionales se estandarizaron bajo un mismo canal para su fácil identificación indistintamente de la frecuencia en la que transmiten en realidad y la población en la que se reciben. También se les asignaron canales virtuales a canales independientes locales; algunos no pudieron continuar con sus canales tradicionales al tener conflictos con los canales reservados a las cadenas, por lo que se les asignaron canales diferentes. Los canales involucrados no solo fueron canales en programación digital principal, sino también canales que formaban parte de la multiprogramación.
El 21 de noviembre de 2016, se aprueba y comienza el proceso de licitación de las 123 estaciones que Grupo Radio Centro había ganado. A estas se le sumaron 25 estaciones. A diferencia de la licitación anterior, los nuevos 148 canales se ofertarán individualmente, con lo que se espera lleguen más competidores en lugar de sólo 1 o 2 y la posibilidad de tener inclusive varias cadenas regionales o nuevos canales locales. Se estima que el proceso concluya en diciembre de 2017.
El 31 de diciembre de 2016 se lleva a cabo el apagón analógico definitivo con lo que termina la transmisión de televisión analógica en todo el país.

## Televisión abierta

### Tipos de concesiones
En México, se otorgan concesiones para la operación de canales de televisión de acuerdo a su uso. Únicamente, personas con nacionalidad mexicana pueden obtener concesiones. Estas concesiones tienen un plazo de hasta 20 años y se pueden refrendar en plazos iguales.
- Para uso comercial: Concesión otorgada para la prestación de servicio con fines de lucro. Actualmente, solo se otorgan mediante licitaciones públicas en las que los interesados deberán cubrir varios requisitos en los que se incluye el pago anticipado de una contraprestación al IFT. Entre este tipo de concesiones se encuentran los canales de Televisa, TV Azteca, Grupo Multimedios y Grupo Imagen, así como algunos operadores locales. Estos pueden financiarse con la venta de publicidad en su transmisión como principal fuente de ingresos y podrán acumular las ganancias (en otras palabras, enriquecerse). Anteriormente, se les denominaba concesión a este tipo de canales, entre los que se incluye XEIMT Canal 22 de la Ciudad de México el cual opera una señal de carácter público.
- Para uso privado: Esta concesión se otorga para comunicaciones privadas y de carácter experimental. Tienen un plazo improrrogable de 2 años o 5 años prorrogables en el caso de radioaficionados. La concesión se hace de manera directa, sin licitación pública, dependiendo de la disponibilidad del espectro y no podrán ser utilizadas para obtener ingresos como las de uso comercial.
- Para uso público: Estas se otorgan a instituciones públicas para explotar el espectro radioeléctrico sin fines de lucro, es decir, no podrán financiarse vendiendo espacios publicitarios, pero si pueden hacerlo con recursos públicos, donaciones, patrocinios, entre otros. Sin embargo, no se podrán enriquecer con su financiamiento. Se asignan directamente (sin licitación), previa solicitud, por plazos prorrogables hasta de 15 años. Entre las instituciones que tienen este tipo de concesión se incluyen los gobiernos federal, estatal y de la Ciudad de México, sus dependencias, poderes de la unión, órganos constitucionales autónomos e instituciones de educación superior públicas para cumplir con sus fines y obligaciones. Entre estos canales se encuentran los llamados permisos que se otorgaban con fines similares y otras concesiones que están en proceso de refrendo y homologación. Algunos de los concesionarios de este tipo son el SPR, El Congreso de la Unión y la Universidad Nacional Autónoma de México.
- Para uso social: Se otorgan a instituciones o asociaciones en beneficio de la sociedad con propósitos culturales, científicos, educativos o para la comunidad. Entre estos concesionarios se encuentran los medios comunitarios e indígenas y universidades privadas. Estas concesiones no pueden ser utilizadas con fines de lucro aunque podrán financiarse de manera limitada con la venta de espacio publicitario a entes públicos federales tales como gobiernos estatales y municipios.

Adicionalmente, en la Ciudad de México existen dos canales con una concesión especial para transmitir únicamente señales de televisión codificadas para servicios de TV de paga: Canal 46 de Izzi y Canal 51 TDT (anteriormente 52 analógico) de MVS. Este sistema, conocido coloquialmente como Televisión Abierta Restringida, fracasó, por lo que el Canal 46 esta en vías de desaparecer y MVS ha solicitado en varias ocasiones, una modificación a la concesión del Canal 51 para operar en señal abierta.

### Sistemas de televisión

#### Blanco y negro
Durante la era de la televisión en blanco y negro se utilizó el Sistema B, de 625 líneas a 50 Hz, en la capital de la República, y el Sistema M, de 525 líneas a 60 Hz, en el resto del país. A pesar de las recomendaciones del Ingeniero Guillermo González Camarena relativas a las ventajas técnicas del Sistema B, el gobierno optó por estandarizar la televisión al Sistema M, al ser más conveniente el cambio solo en la capital (lo cual implicó también un cambio en la red de transmisión eléctrica). Este cambio fue apoyado por Telesistema Mexicano, posiblemente por ser el estándar utilizado en Estados Unidos.

#### Color
Nuevamente, Guillermo González Camarena, esta vez apoyado por sus socios de Telesistema Mexicano, intentaría establecer su sistema bicolor. Después de la muerte de González Camarena, se decidió desechar el sistema bicolor, argumentando incompatibilidad con el Sistema M. Después de debates en los que incluso se consideraron otros sistemas, se optó por el NTSC, el cual aseguraría la compatibilidad con los equipos de blanco y negro existentes.
Con el sistema NTSC-M, además del color, se utilizaron el sistema MTS de sonido y la subtitulación electrónica conocida como Closed Caption. El sonido estéreo se implementó de manera amplia por primera vez en el sistema de TV de paga, MVS Multivisión, en 1989 y se generalizó (aunque a pasos cortos) en televisión abierta en 1996. El audio secundario o SAP, comenzó a utilizarse ya entrado el siglo XXI, en los canales XHGC y Azteca 7, principalmente para programas extranjeros, y se experimentó con audio alterno en partidos de fútbol en varios canales de Televisa. Por otra parte, el Closed Caption, aparte de programas de Estados Unidos que lo conservaban con texto en inglés, ha sido utilizado en noticieros (principalmente en TV Azteca) y telenovelas (principalmente en Televisa); actualmente las televisoras que cubran más del 50% del territorio nacional están obligadas a utilizar esta subtitulación a falta de la utilización de lenguaje de señas en su programación en favor de la accesibilidad de sus audiencias. Adicionalmente, se utilizó el Teletexto en la Red Nacional 13 de IMEVISION (hoy Azteca 13) a principios de los años 1990 con apoyo de TVE y Televisa anunció una alianza con Tevescom para hacer lo mismo en 1988, aunque sólo el sistema de IMEVISON fue ampliamente conocido.

#### Frecuencias
Al igual que en los Estados Unidos, se utilizaron las mismas especificaciones para las bandas VHF y UHF. Sin embargo, las televisiones comercializadas legalmente en México solo contaron con sintonizadores VHF durante muchos años. Fue hasta los años 1980 cuando se generalizó el uso de televisores capaces de sintonizar UHF. Actualmente, se ha establecido el uso de la banda de VHF del Canal 2 al 13 y de UHF del Canal 14 al 36 para su uso exclusivo para la Televisión Digital Terrestre.

#### Alta definición y televisión digital
A finales de los años 1980, la televisora estatal IMEVISION realizó las primeras pruebas de transmisión y programación en alta definición con equipo donado por la NHK, de Japón. En 1991, Televisa anunció que también comenzaría transmisiones en alta definición, también con la ayuda de la NHK.
En 2004, en la Política para la Transición a la Televisión Digital Terrestre, se opta por darle continuidad al NTSC y se elige el sucesor ATSC para la TDT, y así México se convirtió en uno de los pocos países en adoptar este sistema de televisión digital.
A la fecha, se utiliza el sistema ATSC Standard A/53 (MPEG-2) y también se acepta el ATSC Standard A/72 (MPEG-4). Sin embargo, la mayoría de los televisores comercializados en México no son compatibles con el Standard A/72.
La información PSIP se utiliza principalmente para la asignación de subcanales y para mostrar el distintivo del canal. Solo algunos canales la utilizan regularmente para la guía de programación (EPG). Anteriormente, los canales virtuales se utilizaron para redirigir la mayoría de los canales a su antigua posición cuando transmitían en sistema analógico. Actualmente, los canales virtuales son asignados por cadena (ya sea nacional o regional) por el IFT para su fácil identificación, por ejemplo, los retransmisores de Las Estrellas siempre se redireccionan al canal 2.1 sin importar la población o frecuencia del canal real. Sin embargo, algunas estaciones que transmiten en poblaciones en la frontera norte, tienen un canal distinto al asignado de manera provisional al estar estos canales siendo utilizados por otros canales en Estados Unidos.
La multiprogramación de contenidos (conocida también como multiplexeo o subcanales) se utiliza ampliamente en varios canales en todo el país, predominantemente en las redes de TV Azteca, Grupo Multimedios, Televisa y el SPR. A la fecha, esta multiprogramación debe ser autorizada por el IFT, con lo que ya no se permite la transmisión de estas señales simplemente "avisando" al IFT como se había realizado anteriormente.

### Transición a la televisión digital
El apagón analógico, originalmente previsto para 2021, se consumó el 31 de diciembre de 2015. Sin embargo, 20 estaciones y 477 complementarias no pudieron realizar de lleno su transición por diversos motivos, por lo que el IFT les otorgó una prórroga con fecha límite al 31 de diciembre de 2016 para terminar con sus transmisiones analógicas. A partir del 31 de diciembre de 2016, todas las estaciones de televisión en México están obligadas a transmitir en digital en el sistema ATSC.
A continuación, se muestra el calendario con el que se dio el apagón analógico en México.
| Población | Estado                | Fecha                    |
| Tijuana | Baja California       | 18 de julio de 2013      |
| Matamoros, Nuevo Laredo y Reynosa | Tamaulipas            | 14 de enero de 2015      |
| Mexicali | Baja California       | 26 de marzo de 2015      |
| Ciudad Juárez | Chihuahua             | 14 de julio de 2015      |
| Tecate | Baja California       | 14 de julio de 2015      |
| Bahía Asunción, Bahía de Tortugas, Guerrero Negro, San Ignacio y Santa Rosalía | Baja California Sur   | 24 de septiembre de 2015 |
| Cuencamé | Durango               | 24 de septiembre de 2015 |
| San Nicolás Jacalá | Hidalgo               | 24 de septiembre de 2015 |
| Monterrey y Sabinas Hidalgo | Nuevo León            | 24 de septiembre de 2015 |
| Torreón | Coahuila              | 29 de octubre de 2015    |
| Gómez Palacio | Durango               | 29 de octubre de 2015    |
| Cuernavaca | Morelos               | 29 de octubre de 2015    |
| San Luis Río Colorado | Sonora                | 29 de octubre de 2015    |
| San Felipe | Baja California       | 11 de diciembre de 2015  |
| Parras de la fuente, Allende, Saltillo | Coahuila              | 11 de diciembre de 2015  |
| Celaya, León | Guanajuato            | 11 de diciembre de 2015  |
| Querétaro Arteaga | Querétaro             | 11 de diciembre de 2015  |
| Caborca, Agua Prieta | Sonora                | 11 de diciembre de 2015  |
| Isla Cedros | Baja California       | 16 de diciembre de 2015  |
| Ciudad Acuña, Nueva Rosita, Monclova, Piedras Negras, Sabinas | Coahuila              | 16 de diciembre de 2015  |
| Atotonilco el Alto, Autlán de Navarro, Guadalajara | Jalisco               | 16 de diciembre de 2015  |
| Apatzingán, Ciudad Hidalgo, Los Reyes de Salgado, Morelia, Uruapan, Zamora de Hidalgo, Zinapécuaro, Zitácuaro | Michoacán             | 16 de diciembre de 2015  |
| San Luis Potosí | San Luis Potosí       | 16 de diciembre de 2015  |
| Cananea | Sonora                | 16 de diciembre de 2015  |
| San Fernando | Tamaulipas            | 16 de diciembre de 2015  |
| Ciudad de México | Ciudad de México      | 17 de diciembre de 2015  |
| Puebla | Puebla                | 17 de diciembre de 2015  |
| Tlaxcala | Tlaxcala              | 17 de diciembre de 2015  |
| Pachuca de Soto | Hidalgo               | 17 de diciembre de 2015  |
| Altzomoni, Valle de Bravo, Toluca de Lerdo, Coacalco de Berriozábal | México                | 17 de diciembre de 2015  |
| Ciudad Camargo, Ciudad Delicias, Nuevo Casas Grandes, San Buenaventura | Chihuahua             | 22 de diciembre de 2015  |
| Ciudad Acuña | Coahuila              | 22 de diciembre de 2015  |
| Durango, Guadalupe Victoria, San Pedro, Santiago Papasquiaro | Durango               | 22 de diciembre de 2015  |
| Chetumal, Felipe Carrillo Puerto | Quintana Roo          | 22 de diciembre de 2015  |
| Matehuala | San Luis Potosí       | 22 de diciembre de 2015  |
| Arizpe, Naco, Puerto Peñasco, Sonoita | Sonora                | 22 de diciembre de 2015  |
| Fresnillo, Jalpa, Nochistlán, Sombrerete, Tlaltenango de Sánchez Román, Valparaíso, Zacatecas | Zacatecas             | 22 de diciembre de 2015  |
| Aguascalientes y Calvillo | Aguascalientes        | 31 de diciembre de 2015  |
| Ensenada | Baja California       | 31 de diciembre de 2015  |
| Ciudad Constitución, La Paz, San Isidro y San José del Cabo | Baja California Sur   | 31 de diciembre de 2015  |
| San Francisco de Campeche, Ciudad del Carmen y Escarcega | Campeche              | 31 de diciembre de 2015  |
| Ciudad Cuauhtémoc, Ciudad Jiménez, Ciudad Madera, Chihuahua, Hidalgo del Parral, Ojinaga y Santa Bárbara | Chihuahua             | 31 de diciembre de 2015  |
| Armería, Colima, Isla Socorro, Manzanillo, y Tecomán | Colima                | 31 de diciembre de 2015  |
| Acapulco, Chilpancingo, Iguala, Taxco de Alarcon y Zihuatanejo | Guerrero              | 31 de diciembre de 2015  |
| Pachuca y Tulancingo | Hidalgo               | 31 de diciembre de 2015  |
| Puerto Vallarta | Jalisco               | 31 de diciembre de 2015  |
| Ixtapan de la Sal, Temascaltepec, Tonatico y Zacazonapan | México                | 31 de diciembre de 2015  |
| Jiquilpan de Juárez y Lázaro Cárdenas | Michoacán             | 31 de diciembre de 2015  |
| Acaponeta, Islas Marias, Santiago Ixcuintla y Tepic | Nayarit               | 31 de diciembre de 2015  |
| Huajuapan de León y San Miguel Tlacotepec | Oaxaca                | 31 de diciembre de 2015  |
| Tehuacán y Zacatlán | Puebla                | 31 de diciembre de 2015  |
| Cancún y Cozumel | Quintana Roo          | 31 de diciembre de 2015  |
| Ciudad Valles y Tamazunchale | San Luis Potosí       | 31 de diciembre de 2015  |
| Culiacán, Los Mochis y Mazatlán | Sinaloa               | 31 de diciembre de 2015  |
| Álamos, Arivechi, Bacanora, Baviacora, Bavispe, Ciudad Obregón, Guaymas, Hermosillo, Ímuris, Magdalena de Kino, Moctezuma, Nacozari, Navojoa, Nogales, Rosario, Sahuaripa, San Luis Río Colorado, Santa Ana, Ures y Yécora | Sonora                | 31 de diciembre de 2015  |
| Frontera y La Venta | Tabasco               | 31 de diciembre de 2015  |
| Ciudad Mante, Ciudad Victoria, Villagran, Soto la Marina y Tampico | Tamaulipas            | 31 de diciembre de 2015  |
| Apizaco, Huamantla y Tlaxcala | Tlaxcala              | 31 de diciembre de 2015  |
| Cerro Azul, Las Lajas, Mecayapan, Perote, Santiago Tuxtla, Veracruz y Xalapa | Veracruz              | 31 de diciembre de 2015  |
| Mérida y Valladolid | Yucatán               | 31 de diciembre de 2015  |
| (Estaciones de baja potencia) 20 estaciones principales y 477 complementarias | Resto de la República | 31 de diciembre de 2016  |

### Cadenas de televisión
La televisión abierta de México está dominada principalmente por las empresas TelevisaUnivision —de Grupo Televisa— y TV Azteca —de Grupo Salinas—. Además existen otros competidores (Grupo Imagen —de Grupo Empresarial Ángeles— y Multimedios Televisión, por ejemplo), las cuales compiten con las principales cadenas. Existen también cadenas estatales de educación y cultura y hay estaciones independientes que no están afiliados a ninguna cadena.

#### Cadenas con cobertura nacional
| Nombre de la cadena | Sede             | Estación cabecera | Canal virtual nacional asignado | Tipo de programación | Propietario       | Total de estaciones afiliadas |
| ------------------- | ---------------- | ----------------- | ------------------------------- | --- | ----------------- | ----------------------------- |
| Las Estrellas       | Ciudad de México | XEW-TDT           | 2.1                             | Telenovelas, noticias, deportes, entretenimiento y cine mexicano | TelevisaUnivision | 137                           |
| Canal 5*            | Ciudad de México | XHGC-TDT          | 5.1                             | Deportes, series infantiles y juveniles, series dramáticas, comedias de situación, reality shows y películas (en su mayoría, programación de origen extranjero)                 | TelevisaUnivision | 80                            |
| Azteca Uno          | Ciudad de México | XHDF-TDT          | 1.1                             | Noticias, deportes, entretenimiento, telenovelas, películas nacionales y extranjeras                                                                                            | TV Azteca         | 96                            |
| ADN 40              | Ciudad de México | XHTVM-TDT         | No Aplica                       | Noticias, programas de opinión, deportes, cultura. | TV Azteca         | 48                            |
| Azteca 7            | Ciudad de México | XHIMT-TDT         | 7.1                             | Deportes, espectáculos, noticias, entretenimiento, reality shows, series dramáticas, series extranjeras (drama y comedias de situación, en su mayoría) caricaturas y películas. | TV Azteca         | 87                            |
| a+ (A Más)          | No Aplica        | No Aplica         | No Aplica                       | Deportes, espectáculos, noticias, entretenimiento, reality shows, series, caricaturas y películas. La red está enfocada a la transmisión de contenidos producidos localmente.   | TV Azteca         | 39                            |
| Imagen Televisión   | Ciudad de México | XHCTMX-TDT        | 3.1                             | Telenovelas, noticias, deportes, espectáculos, caricaturas y películas. | Grupo Imagen      | 37 (de 123).                  |

#### Cadenas con cobertura limitada
| Nombre de la cadena    | Sede                  | Estación cabecera | Canal virtual nacional asignado | Tipo de Programación | Propietario                                          | Total de estaciones afiliadas | Notas |
| ---------------------- | --------------------- | ----------------- | ------------------------------- | --- | ---------------------------------------------------- | ----------------------------- | --- |
| Canal Once             | Ciudad de México      | XEIPN-TDT         | 11.1                            | Noticias, programas de opinión, documentales, infantiles (incluidas series animadas), cocina, musicales y películas extranjeras | Instituto Politécnico Nacional                       | 39                            | Cuenta con una cadena propia de 13 estaciones y es retransmitida por la cadena del SPR, la cual está en expansión.                                                                                                |
| Canal 22               | Ciudad de México      | XEIMT-TDT         | 22.1                            | Cultural y educativo (noticias, documentales, infantiles, cocina, películas)                                                    | Televisión Metropolitana / Secretaría de Cultura     | 26                            | Cuenta con sólo una estación propia en la Ciudad de México y es retransmitida por la red del SPR. |
| Canal Catorce          | Ciudad de México      | XHSPR-TDT         | 14.1                            | Cultural y educativo (noticias, documentales, infantiles, cocina, películas)                                                    | Sistema Público de Radiodifusión del Estado Mexicano | 28                            | Actualmente cuenta con una red de 26 estaciones propias y 7 en proceso de instalación y 2 estaciones independientes que retransmiten la señal como multiprogramación.                                             |
| TV UNAM                | Ciudad de México      | XHUNAM-TDT        | 20.1                            | Cultural y educativo (noticias, documentales, infantiles, cocina, películas)                                                    | Universidad Nacional Autónoma de México              | 26                            | Este canal es producido principalmente para la TV de paga. A la fecha, la red del SPR retransmite esta señal en televisión abierta, incluida la Ciudad de México.                                                 |
| Ingenio                | Ciudad de México      | XHSPR-TDT         | No Aplica                       | Cultural y educativo (noticias, documentales, infantiles, cocina, películas)                                                    | Dirección General @prende.mx                         | 21                            | Canal producido por la Dirección General @prende.mx de la Secretaría de Educación para la red del SPR. Solo está disponible en 21 de las 26 estaciones del SPR; en estas estaciones, su canal virtual es el 14.2. |
| Once Niños             | Ciudad de México      | XEIPN-TDT         | No Aplica                       | Programación infantil | Instituto Politécnico Nacional                       | 13                            | Solo está disponible en la red propiedad del IPN (canal 11.2) y la estación XHZHZ-TDT de Zacatecas (canal 24.2).                                                                                                  |
| NU9VE                  | Ciudad de México      | XEQ-TDT           | 9.1                             | Cine mexicano, series y telenovelas de otros países hispanohablantes, programas de comedia nacionales y deportes                | TelevisaUnivision                                    | 29                            | En varias estaciones se intercala programación local y de Foro TV. Algunas estaciones independientes están afiliadas a esta cadena y tienen canales virtuales distintos.                                          |
| Multimedios Televisión | Monterrey, Nuevo León | XHAW-TDT          | 6.1                             | Noticias, entretenimiento y deportes                                                                                            | Grupo Multimedios                                    | 9                             | Cuenta con una red propia de 13 estaciones y 1 estación afiliada. |
| Canal 13 (México)      | Villahermosa, Tabasco | XHTVL-TDT         | 13.1                            | Noticias, entretenimiento y deportes                                                                                            | Grupo AlbavisiónMéxico                               | 18                            | Cuenta con una red propia de 17 estaciones y 1 estación con concesión para uso social. |

#### Otros canales/redes importantes
| Nombre de la cadena | Sede                             | Estación cabecera | Descripción | Propietario              | Total de estaciones afiliadas |
| ------------------- | -------------------------------- | ----------------- | --- | ------------------------ | ----------------------------- |
| Televisa Regional   | No Aplica                        | No Aplica         | Es una red de estaciones locales pertenecientes a TelevisaUnivision entre las que se incluyen estaciones locales de Canal 9. Cuentan con programación local de tiempo completo y comparten cierta programación entre las estaciones de la red. | TelevisaUnivision        | No Disponible                 |
| Foro TV             | Ciudad de México                 | XHTV-TDT          | Canal de noticias originado en la TV de paga. Actualmente, toma como canal de origen el canal 4 de la Ciudad de México y algunos programas y noticieros se retransmiten en la red de Televisa Regional. | TelevisaUnivision        | 1                             |
| Milenio Televisión  | Monterrey, N.L./Ciudad de México | No Aplica         | Canal de noticias originado en la TV de paga. La cadena de estaciones de Multimedios, retransmite la señal como multiprogramación. | Grupo Multimedios        | No Disponible                 |
| Excélsior tv        | Ciudad de México                 | XHTRES-TDT        | Canal de noticias que originalmente era multiprogramación del canal 28 de cadenatres y posteriormente reemplazó la señal. Las antiguas afiliadas a cadenatres no retransmiten la señal. | Grupo Imagen             | 1                             |
| MVS TV              | Ciudad de México                 | No Aplica         | Canal de entretenimiento general creado para utilizar el canal 52 en la Ciudad de México bajo un sistema de recepción por aire con señal codificada. Originalmente llamado 52MX, actualmente se emite principalmente en varios sistemas de televisión de paga en México y otros países y recientemente en canales de la red de Multimedios Televisión como multiprogramación. MVS ha intentado sin éxito conseguir una modificación a su concesión para transmitir sin codificación en la Ciudad de México en el canal 51 en TDT. | MVS Comunicaciones       | No Disponible                 |
| RED México          | Ciudad de México                 | No Aplica         | Asociación civil que sirve como enlace de las estaciones de televisión y radio públicas en México, incluidas, Canal Once, Canal 22, Una Voz Con Todos, entre otras. | No Aplica                | No Aplica                     |
| TRM                 | Ciudad de México                 | XHTRM-TV          | Primera cadena de televisión propiedad del estado cuya meta era llevar programación cultural y educativa, principalmente, a zonas rurales de la República Mexicana. Se incorporó al Instituto Mexicano de Televisión en 1982. Al crearse IMEVISION, la infraestructura de TRM se utilizó para la Red Nacional 7 y el canal 22 se convirtió en un canal con una programación corta de cine de arte. | Gobierno de la República | No Aplica                     |
| TIM/Canal 8         | Monterrey, N.L./Ciudad de México | XHTM-TV           | Televisora enfocada a la programación de entretenimiento familiar que significó la primera competencia real al canal 2 de Telesistema Mexicano. Fue absorbida por Telesistema Mexicano y se convirtió en un canal cultural para la Ciudad de México. | Grupo ALFA               | No Aplica                     |
| cadenatres          | Ciudad de México                 | XHTRES-TDT        | Señal que buscó ser la tercera opción o "tercer cadena" compitiendo contra Televisa y TV Azteca con una programación de entretenimiento variada. Después de que Grupo Imagen obtuvo la licitación para administrar una cadena de TV nacional, la señal dejó de emitirse en 2015 y su programación fue reemplazada con la de Excélsior Televisión. | Grupo Imagen             | No Aplica                     |

- - Cadena próxima a iniciar transmisiones regulares.
- - Cadena extinta.

## Televisión de paga
En México la televisión de paga existe desde finales de los 1960 con proveedores como Cablevisión (en la Ciudad de México, por parte de Televisa). A finales de los 1980s y principios de los 1990, se daría un crecimiento importante  con la llegada del primer competidor de Cablevisión, MVS Multivisión.
Actualmente, existen varios sistemas de paga como los servicios satelitales Star TV, Sky y Dish, y varias empresas de televisión de cable, incluyendo Izzi (ex Cablevisión), Megacable, Totalplay y varios proveedores locales.
En 2022, México tenía 24,3 millones de suscriptores a televisión paga. El Grupo Televisa (que incluye Izzi y Sky) tenía el 59% del mercado, Megacable el 24%, Totalplay el 10%, y Dish el 4,4%.
Existen diversos programadores de televisión restringida:
- Paramount Networks Americas: propiedad de Paramount Global, tiene 21 canales para el feed de México, las cuales 4 son en formato HD, 5 son originarios de Estados Unidos, 1 de Brasil, 1 de Reino Unido y 10 son latinoamericanos de las cuales se destacan Nickelodeon Latinoamérica, Nick Jr. Latinoamérica (Por ser de presencia Infantil/Juvenil), Los canales MTV Latinoamérica, Comedy Central, Paramount Network, entre otros.
- Fox Corporation: Es operador de los tres canales de FOX Sports en México.
- Televisa Internacional: propiedad de TelevisaUnivision, posee aproximadamente 15 canales de televisión de paga. Distribuía la señal de BBC Mundo y CBeebies, en alianza con BBC Worldwide hasta su cierre el 13 de abril de 2017;[76] y también se encargaba de hacer la misma tarea con el canal Telemundo Internacional, en alianza con NBCUniversal,[77] hasta 2014.[78]
- Azteca Networks: Empresa propiedad de TV Azteca, especializada en el diseño, producción, programación, distribución y comercialización de 7 señales de televisión de paga; todos de producción propia. Opera los canales Azteca Internacional, Corazón, Azteca Deportes Network, Cinema y Clic.
- Productora y Comercializadora de Televisión: Es un proveedor de contenido que transmite varios canales con la marca TVC, en los rubros de deportes, noticias, películas y arte.[79]
- MVS Comunicaciones: Es socio importante del sistema de televisión por satélite Dish y anteriormente ofrecía el servicio de MasTV, originalmente conocido como MVS Multivisión.[80] Entre los canales que produce se destacan 52MX, exaTV y varios canales de cine.
- Ole Distribution: Propiedad de WarnerMedia y Ole Communications. Propietaria de distribución de las señales pertenecientes a Sony Pictures, A+E Networks y NBCUniversal.
- Warner Bros. Discovery Americas: Es un una división perteneciente a Warner Bros. Discovery basada en América Latina. Cuenta con 19 canales distribuidos en el país, entre los que se encuentran CNN en Español, CNN International, Cartoon Network, Cartoonito, Tooncast, Warner Channel, TNT, TNT Series, Space, TNT Novelas, TCM, Adult Swim, Cinemax, Discovery, Discovery Kids, Animal Planet, TLC, Discovery Home & Health, ID, Food Network, HGTV, Golf Channel, Discovery Theater,[81] y los canales premium de HBO.[81][82]
- Sony Pictures Television: Propietaria de las señales Sony Channel, Sony Movies y AXN. Son distribuidos por parte de Ole Distribution pero operados por la empresa japonesa.
- A+E Networks: Fundada en 1996 a través de una empresa conjunta entre A&E Television Networks y el proveedor de televisión de paga en Latinoamérica Ole Comunication. Es propietaria de los canales A&E, History Channel, History 2 y Lifetime.[83] Sus señales son distribuidas por Ole Distribution.
- NBCUniversal International Networks: Pertenece a la cadena estadounidense NBC y a la compañía de cable Comcast, es propietaria en la región de los canales Universal TV, Studio Universal, USA, E!, Telemundo Internacional, Dreamworks y de los Canales Premium Universal+.[84]
- AMC Networks International: Empresa creada en 2014 tras la adquisición de Chello Latin America, es subsidiaria internacional del canal estadounidense AMC. Opera y distribuye los canales: AMC, El Gourmet, Más Chic, Europa Europa y Film & Arts.[85]
- Disney Media Networks Latin America: Es una empres perteneciente a The Walt Disney Company. Es dueña de los canales de entretenimiento infantil Disney Channel, Disney Jr, de Entretenimiento General Star Channel, FX y Cinecanal. Entretenimiento Factual National Geographic y de tres canales deportivos: ESPN, ESPN 2, ESPN 3 y ESPN 4.[86]
- Atresmedia: Grupo audiovisual español. Es propietario de los canales Antena 3 Internacional, Atreseries y ¡Hola! TV.[87]
- Televisión Española: La cadena de televisión pública de España distribuye en México las señales de TVE Internacional y 24 Horas.[88]
- Otras señales: Varios grupos internacionales cuentan con un canal de televisión independiente que no es distribuido por ninguna empresa local, la mayoría de estas señales pertenecen a cadenas de televisión extranjeras o a organizaciones, entre ellos se encuentran: Canal F1 Latin America de Mediapro; el canal de noticias Euronews; RAI de Italia; TV5 Monde, de diversos canales en lengua francesa; CGTN-Español, de China; el canal japonés NHK; la señal internacional del canal argentinoTelefe; la brasileña Rede Globo; el servicio de información alemán DW; el canal de la Liga de Fútbol Americano NFL Network; la Televisión de Galicia; el canal católico EWTN; la señal española Cincomas, propiedad de Mediaset o el servicio internacional de la BBC World News.[89][90]

En México tienen presencia la mayoría de los grandes canales extranjeros, los cuales tienen señales exclusivas para este país y generalmente suelen variar en horarios, publicidad, e incluso transmitir programas exclusivos para México. Entre los proveedores que disponen programación dedicada para México son ViacomCBS Networks Americas (con versiones regionales de producciones como Ridículos MTV, versión mexicana de Ridiculousness y Acapulco Shore), Fox Networks Group (con la transmisión de Club León y CF Pachuca de locales en Fox Sports 2), Sony Pictures Television (con la transmisión de programas regionales, como Shark Tank México) y WarnerMedia Latin America (con la transmisión del noticiero de Carmen Aristegui en CNN en Español, propiedad de CNN).